# ساری‌یار (آماسیه)
ساری‌یار (به ترکی استانبولی: Sarıyar) یک منطقهٔ مسکونی در ترکیه است که در آماسیه واقع شده‌است.